# アプト
アプト (Apt) は、フランスのプロヴァンス＝アルプ＝コート・ダジュール地域圏ヴォクリューズ県の都市。オック語やプロヴァンス語では、At や Ate と綴る。この都市の住民はアプテジャン (Aptésiens) もしくはアプトワ (Aptois) と呼ぶ。

## 起源
紀元前50年頃に、ユリウス・カエサルによって建造された古代ローマの植民市アプタ・ユリア (Apta Julia) に由来する。

## 経済

### 砂糖漬け果物
砂糖漬けによる保存法がプロヴァンスに現れるのは中世のことであり、14世紀にはアヴィニョンの教皇庁へ貢納されていた。19世紀になるとアプトの職人たちは、サクランボ、あんず、セイヨウナシ、いちじく、プラム、メロン、胡桃などを砂糖漬けにしていた。これらはよく売れたため、1830年頃（フランス産業革命の開始期）には、最も企業家精神に富んだ者たちは近代的な設備投資へと向かった。蒸気機関を用いた最初の工場が建設されたのは、1864年のことである。現在、この地の工場では毎年15000トンもの砂糖漬け果物が生産され、同じだけの量のフルーツヨーグルト（yaourts aux fruits）向けの加工品も生産されている。

### アプトの陶器
アプト一帯は、良質の窯と黄土地帯とに負う陶工の長い伝統を引き継いでいる。カステレ (Castellet) で、セザール・ムーラン (César Moulin) によって最初に陶器用の窯に火を入れられたのは、1728年のことであった。陶工たちは今も陶器作りを行っている。

### ワイン
この町を中心に37ヶ村で生産されるローヌワインの一つ、コート・デュ・リュベロンというAOCワインの集散地になっている。

## 観光
- 聖アンヌ大聖堂 (Cathédrale Sainte-Anne)
- 考古学・歴史学博物館
アプトとその周辺の歴史に関する展示を行っており、その対象時期は町の始まりから現在にまで及んでいる。ガロ＝ローマンの展示やアプト陶器の展示もある。
- 工業博物館 (Musée de l'aventure industrielle)
ここにはアプト一帯の経済史に関するコレクション（陶器、黄土、砂糖漬けなど）がある。
- ガロ＝ローマン時代の農場
ここでは紀元3世紀頃までワインやオリーブオイルが作られていた。

## 催事
- 夏のジャズフェスティバル

## 姉妹都市
- Bakel（セネガル）
- ティエーネ（イタリア）

## 出身者
- ミカエル・ギグー - ハンドボール選手